# Mikroregion Santiago

Mikroregion Santiago

Mikroregion Santiago – mikroregion w brazylijskim stanie Rio Grande do Sul należący do mezoregionu Centro Ocidental Rio-Grandense. Ma powierzchnię 11.143,9 km²

## Gminy
- Capão do Cipó
- Itacurubi
- Jari
- Júlio de Castilhos
- Pinhal Grande
- Quevedos
- Santiago
- Tupanciretã
- Unistalda